# جبهة الرفاق لفاعلية وتحويل إيران الإسلامية
جبهة الرفاق لفاعلية وتحويل إيران الإسلامية  (بالفارسية: جبهه یاران کارآمدی و تحول ایران اسلامی)  هي مجموعة سياسية أصولية إيرانية، تم تشكيلها في عام 2015. مؤسسو المجموعة هم وزراء سابقون في الحكومة وأعضاء سابقون في البرلمان ومسؤولون سابقون آخرون مقربون من الرئيس الإيراني السابق محمود أحمدي نجاد.